# هدلیب بوخال
هدلیب بوخال (اوکراینی: Гліб Геннадійович Бухал؛ زادهٔ ۱۲ نوامبر ۱۹۹۵) بازیکن فوتبال اهل اوکراین است.
وی همچنین در تیم ملی فوتبال Ukraine (students) بازی کرده‌است.